# Dov Frohman
Dov Frohman (hébreu : דב פרוהמן, également Dov Frohman-Bentchkowsky ; né le 28 mars 1939) est un ingénieur électricien et dirigeant d'entreprise israélien. Ancien vice-président d'Intel, il est l'inventeur de la mémoire morte programmable effaçable (EPROM) et le fondateur et premier directeur général d'Intel Israël. Il est également l'auteur (avec Robert Howard) de Leadership the Hard Way (Jossey-Bass, 2008).

## Biographie
Dov Frohman est né en mars 1939 à Amsterdam, cinq mois avant le début de la Seconde Guerre mondiale. Ses parents étaient Abraham et Feijga Frohman, des Juifs polonais qui avaient émigré aux Pays-Bas au début des années 1930 pour échapper à la montée de l'antisémitisme en Pologne. En 1942, après l'invasion allemande des Pays-Bas et alors que l'emprise nazie sur la communauté juive de Hollande se resserrait, ses parents décidèrent de donner leur enfant à des connaissances de la résistance hollandaise qui le placèrent chez les Van Tilborgh, une famille d'agriculteurs chrétiens orthodoxes qui vivait dans le village de Sprang-Capelle dans la région du Brabant-Septentrional près de la frontière belge. Les Van Tilborgh ont caché Frohman pendant toute la durée de la guerre. Ses parents ont été assassinés pendant la Shoah.
Repéré par des proches en Israël après la guerre, Frohman a passé quelques années dans des orphelinats pour enfants juifs dont les parents étaient morts à la guerre, avant d'émigrer en Israël en 1949 après la fondation de l'État juif. Adopté par des proches, il a grandi à Tel-Aviv et a servi dans l'armée israélienne. En 1959, il s'inscrit au Technion pour étudier le génie électrique. Après avoir obtenu son diplôme du Technion en 1963, Frohman s'est rendu aux États-Unis pour étudier pour sa maîtrise et son doctorat. à l'université de Californie à Berkeley. Après avoir obtenu sa maîtrise en 1965, il a trouvé un emploi dans les laboratoires de R&D de Fairchild Semiconductor.

## Développement de l'EPROM
En 1969, après avoir terminé son doctorat, il a suivi les anciens managers de Fairchild Gordon Moore, Robert Noyce et Andrew Grove chez Intel, qu'ils avaient fondé l'année précédente.
C'est lors du dépannage d'un défaut dans un des premiers produits Intel que Frohman a développé en 1970 le concept de l'EPROM, la première mémoire à semi-conducteur non volatile à la fois effaçable et facilement reprogrammable. À l'époque, il existait deux types de mémoires à semi-conducteurs. Les puces de mémoire vive (RAM) étaient faciles à programmer, mais une puce perdait sa charge (et les informations codées sur la puce) lorsque sa source d'alimentation était coupée. Dans le langage de l'industrie, les puces RAM étaient volatiles. Les puces de mémoire morte (ROM), en revanche, étaient non volatiles, c'est-à-dire que les informations codées dans la puce étaient fixes et non modifiables. Mais le processus de programmation des mémoires ROM était long et fastidieux. En règle générale, les données devaient être « gravées » en usine : physiquement intégrées sur la puce via un processus appelé « masquage » qui prenait généralement des semaines. Et une fois programmées, les données de la puce ROM ne pouvaient pas être modifiées.
L'EPROM était non volatile et reprogrammable. Il a été le catalyseur des innovations et des développements qui ont conduit à la technologie de la mémoire flash. L'EPROM était également une innovation clé dans l'industrie des ordinateurs personnels. Le fondateur d'Intel, Gordon Moore, l'a qualifié de « aussi important dans le développement de l'industrie des micro-ordinateurs que le microprocesseur lui-même. » Il est resté le produit le plus rentable d'Intel jusque dans les années 1980.

## Intel Israël
Après avoir inventé l'EPROM, Frohman a quitté Intel pour enseigner le génie électrique à l'université des sciences et technologies de Kumasi, au Ghana. Il est revenu chez Intel en 1973, mais sa vision à long terme était de retourner en Israël pour y créer un centre de recherche de haute technologie. En 1974, il a aidé Intel à établir un petit centre de conception de puces à Haïfa, le premier d'Intel en dehors des États-Unis. À son retour en Israël, Frohman a enseigné à l'École des sciences appliquées de l'université hébraïque de Jérusalem et a travaillé en parallèle comme consultant pour Intel. En 1985, après des négociations avec le gouvernement israélien sur l'implantation d'une usine de semi-conducteurs à Jérusalem, la première d'Intel en dehors des États-Unis, il quitte l'université hébraïque pour devenir directeur général d'Intel Israël.
En 1991, pendant la guerre du Golfe, lorsque l'Irak a attaqué Israël avec des missiles Scud, Frohman a maintenu Intel Israël ouvert malgré les recommandations de l'autorité de la défense civile israélienne demandant la fermeture de toutes les entreprises non essentielles. En conséquence, Intel Israël était l'une des rares entreprises et la seule entreprise de fabrication du pays à rester ouverte tout au long de la guerre (Frohman a décrit son expérience pendant la guerre dans un article de la Harvard Business Review). En 1995, il a dirigé les efforts d'Intel pour établir une deuxième usine de semi-conducteurs en Israël, dans la ville de Kiryat Gat, dans le Sud d'Israël, à la lisière du désert du Néguev.
Aujourd'hui, Intel Israël est le siège de la R&D mondiale de la société pour la technologie sans fil. Elle a développé la technologie informatique mobile Centrino de la société, qui alimente les ordinateurs portables et les produits à microprocesseur avancés. C'est aussi un important centre de fabrication de puces. En 2008, la société a ouvert une deuxième usine de semi-conducteurs à Kiryat Gat - un investissement de 3,5 milliards de dollars, avec sept mille employés. En 2007, les exportations d'Intel Israël se sont élevées à 1,4 milliard de dollars et représentaient environ 8,5 % des exportations totales de l'industrie électronique et informatique d'Israël.

## Récompenses
- En 1986, Frohman a reçu le prix Jack-Morton de l'IEEE pour ses réalisations méritoires dans le domaine des dispositifs à semi-conducteurs.
- En 1991, il a reçu le prix Israël pour les sciences exactes[9].
- En 2008, il a reçu la médaille IEEE Edison, honorant une carrière de réalisations méritoires en génie électrique.
- En 2009, il a été intronisé au National Inventors Hall of Fame.
- En 2018, il a été nommé fellow du musée de l'Histoire de l'ordinateur[10].

Il est également membre de l'Académie israélienne des sciences et lettres d'Israël.